# Carol Iannone
Carol Ann Iannone (geboren am 17. Februar 1948) ist eine amerikanische Literaturkritikerin und Journalistin, die durch ihre vehemente Ablehnung von Feminismus, „politischer Korrektheit“, Affirmative Action, Multikulturalismus und anderen mutmaßlich linken oder liberalen Positionen bekannt wurde. 1991 sorgte ihre letztlich gescheiterte Kandidatur für einen Sitz im Beirat des National Endowment for the Humanities für einen Eklat, über den auch in der breiten Presse ausgiebig berichtet und gestritten wurde und der einen der Höhepunkte der culture wars („Kulturkriege“) der 1980er und 1990er Jahre darstellt.

## Laufbahn

### Publikations- und Lehrtätigkeit
Iannone promovierte 1981 an der State University of New York at Stony Brook mit einer Arbeit zur feministischen Literaturtheorie. 1987 zählte sie zu den Gründern der konservativen Gelehrtengesellschaft National Association of Scholars (NAS) und fungierte zeitweilig als Herausgeber ihrer Publikation Academic Questions, das sie noch heute (2013) als Editor-at-Large im Impressum führt. Iannone lehrte zudem zwischenzeitlich an der Gallatin School of Individualized Study der New York University.
Um 1985 löste sie Pearl K. Bell als Literaturkritikerin bei der Zeitschrift Commentary ab, die sich unter der Herausgeberschaft von Norman Podhoretz (1960–1995) von einem linken oder linksliberalen Blatt zu einem Sprachrohr des amerikanischen Neokonservatismus gewandelt hatte. Hier veröffentlichte sie bis zum Jahr 2008 insgesamt 39 Essays zu Literatur und Kulturpolitik, daneben veröffentlicht sie häufiger in National Review, The New Criterion und anderen konservativen Medien.

### Kontroverse 1991
1991 schlug der damalige US-Präsident George Bush Iannone für einen der 24 Posten im Beratergremium des National Endowment for the Humanities vor. Die Nominierung führte über Monate zu einer Kontroverse, an der sich viele der führenden Personen und Institutionen des amerikanischen Literatur- und Kulturbetriebs beteiligten, und scheiterte im Juli des Jahres in der Abstimmung im Senat der Vereinigten Staaten am Widerstand der von Edward Kennedy angeführten Demokraten. Zur Begründung führten ihre Gegner an, dass Iannone kaum als Akademikerin in Erscheinung getreten war und seit ihrer Dissertation im Jahre 1981 keine im eigentlichen Sinne wissenschaftlichen, sondern nur journalistische Arbeiten publiziert hatte und im akademischen Diskurs keine Rolle spielte, wie die Zitationsindizes zeigten. Mit dieser Begründung sprachen sich mit der Modern Language Association und dem American Council of Learned Societies auch zwei der bedeutendsten Wissenschaftsgesellschaften der USA gegen die Ernennung Iannones aus.
Diese formale Begründung wurde in der Debatte um die Personalie Iannone aber von kulturpolitischen Argumenten überlagert. Iannone wurde von verschiedenen Seiten mehr oder minder unverblümt Rassismus vorgeworfen, so von Joel Cannaroe, Präsident der John Simon Guggenheim Memorial Foundation, sowie von Stanley Fish, dass allgemein bekannt sei, dass die NAS durch und durch rassistisch sei; Garry Wills bezichtigte sie in seiner in zahlreichen amerikanischen Zeitungen nachgedruckten Kolumne der Bigotterie. Besonders umstritten war dabei ein Artikel, den Iannone im Jahr zuvor in Commentary veröffentlicht hatte. Hierin geißelte sie die für sie offenkundige Tendenz, dass Literaturpreise, akademische Posten und dergleichen aus rassenpolitischem Kalkül nur noch an Vertreter gesellschaftlicher Minderheiten vergeben würden. Insbesondere kritisierte sie die Jury des National Book Award für die Kür von Alice Walkers The Color Purple (1982) und Charles Johnsons Middle Passage (1989). Befürworter sahen in der Ablehnung Iannones eine rein ideologisch motivierte Hexenjagd und sahen so die Freiheit des Wortes in Gefahr.